# Philodromus luteovirescens
Philodromus luteovirescens es una especie de araña cangrejo del género Philodromus, familia Philodromidae. Fue descrita científicamente por Urquhart en 1893.

## Distribución
Esta especie se encuentra en Australia (Tasmania).